# Помилкова атрибуція
Помилкова атрибуція або хибна атрибуція може означати:
- неправильна атрибуція загалом, коли цитату або твір випадково, через традиції або на підставі неправильної інформації приписують не тій людині або групі;
- конкретна помилка, коли адвокат звертається до невідповідного, некваліфікованого, невстановленого, упередженого чи сфабрикованого джерела на підтримку аргументу.[1]

## Неправильна ідентифікація джерела
Одним із конкретних випадків неправильної атрибуції є ефект Матвія. Цитата часто приписують комусь більш відомому, ніж справжній автор. Це призводить до того, що цитата стає більш відомою, але справжній автор забувається (див. також: знищення шляхом інкорпорації).
Такі помилкові атрибуції можуть виникнути як свого роду помилковий аргумент, якщо використання цитати має бути переконливим, а прихильність до більш відомої особи (навмисно чи через неправильне запам’ятовування) надасть їй більше авторитету.
У єврейській бібліїстиці ціла група книг з помилково зазначеним авторством відома як псевдоепіграфіка.

## Помилка
Нечесний аргументуючий може зайти так далеко, що може сфабрикувати джерело, щоб підтвердити твердження. Наприклад, «Інститут Левітта» був фальшивою організацією, створеною у 2009 році виключно з метою (успішно) обдурити австралійські ЗМІ, щоб вони повідомили, що Сідней є найнаївнішим містом Австралії.
Контекстомія (цитування поза контекстом) — це різновид хибної атрибуції.